# Ferrovias (álbum)
Ferrovias é o segundo álbum do Grupo Medusa, uma banda de música instrumental brasileira cujo repertório se baseava na fusão entre o Jazz e a música brasileira. Foi lançado pelo selo Som da Gente em 1983.
Merecem destaques neste disco o raro diálogo entre um piano e uma cuíca que é realizado na música "Aduba-Lé", e a introdução da musica "Ferrovias" com a simulação de um trem partindo da estação através dos efeitos da percussão e banda ritmados pelos tamborins.  

## Faixas
| N.º | Título               | Compositor(es)   | Duração |  |
| 1.  | "Aduba-Lé"           | Chico Medori     | 4:20    |  |
| 2.  | "Lamentos"           | Pixinguinha      | 4:02    |  |
| 3.  | "Fantasia"           | Cláudio Bertrami | 4:42    |  |
| 4.  | "Cheiro Verde"       | Cláudio Bertrami | 3:09    |  |
| 5.  | "Nordestina"         | Olmir Stocker    | 3:22    |  |
| 6.  | "Picadeiro"          | Cláudio Bertrami | 4:32    |  |
| 7.  | "Ferrovias"          | Chico Medori     | 4:30    |  |
| 8.  | "Beija-flor"         | Cláudio Bertrami | 3:12    |  |
| 9.  | "Pouso Em Congonhas" | Chico Medori     | 6:28    |  |

## Créditos
- Amilson Godoy - Pianos (Fender piano, Yamaha CP80 piano, acustic piano, Profet 5)
- Olmir Stocker - Guitarra elétrica
- Cláudio Bertrami - Piccolo bass e Fretles bass
- Chico Medori - Baterias
- Theo da Cuíca - Percussão

Participação especial
- Dominguinhos - Acordeom (Faixa 5)